# Enric Cristòfor Ricart
Enric Cristòfor Ricart i Nin (Vilanova i la Geltrú, 1er novembre 1893 - 11 mars 1960) est un graveur et peintre catalan.

## Biographie
Il étudie à l'école des Arts de François d'Assise et à l'école des beaux arts de Vilanova i la Geltrú. C'est l'un des membres fondateurs du groupe Courbet. Il collabore à diverses revues : L'instant, Trossos, Themis, Jordi et Prisme.
Ses gravures sur bois servent d'illustration à de nombreux livres :
- Alléluia de Santiago Vinardell ;
- la vie se rêve, Calderón de la Barca ;
- ancres et étoiles, Sagarra ;
- L'odyssée, Homère.

C'est l'un des principaux représentants de la gravure catalane de la première partie du XXe siècle et l'un des artistes majeurs du Noucentisme.
En 2018, la Bibliothèque de Catalogne a acquis sa collection composée de dessins originaux, de matrices et de gravures xylographiques, ex-libris ...